# Mysidetes hanseni
Mysidetes hanseni is een aasgarnalensoort uit de familie van de Mysidae. De wetenschappelijke naam van de soort werd voor het eerst geldig gepubliceerd in 1914 door Zimmer.